# Knüll
Knüll este o arie protejată (arie de protecție specială avifaunistică — SPA) din Germania întinsă pe o suprafață de 26.957,31 ha, integral pe uscat.

## Localizare
Centrul sitului Knüll este situat la coordonatele 50°47′55″N 9°26′02″E / 50.7986°N 9.4339°E.

## Înființare
Situl Knüll a fost declarat arie de protecție specială avifaunistică în noiembrie 2004 pentru a proteja 22 de specii de animale.

## Biodiversitate
Situată în ecoregiunea continentală, aria protejată nu include niciun habitat protejat.
La baza desemnării sitului se află mai multe specii protejate de  păsări (22): minunița (Aegolius funereus), pescăruș albastru (Alcedo atthis), fâsă de luncă (Anthus pratensis), fâsă de pădure (Anthus trivialis), Ardea cinerea cinerea, buha (Bubo bubo), barză neagră (Ciconia nigra), Corvus monedula, ciocănitoarea de stejar (Dendrocopos medius), ciocănitoare neagră (Dryocopus martius), Falco peregrinus peregrinus, șoimul rândunelelor (Falco subbuteo), ciuvică (Glaucidium passerinum), sfrâncioc roșiatic (Lanius collurio), sfrâncioc mare (Lanius excubitor excubitor), ciocârlie de pădure (Lullula arborea), gaia neagră (Milvus migrans), gaia roșie (Milvus milvus), viespar (Pernis apivorus), ciocănitoare verzuie (Picus canus), mărăcinar (Saxicola rubetra), sitar de pădure (Scolopax rusticola).
Pe lângă speciile protejate, pe teritoriul sitului au mai fost identificate 1 specie de păsări.